# Ukum
Ukum est une zone de gouvernement local de l'État de Benue au Nigeria,.